# Rana Okada
Rana Okada (jap. 岡田 良菜, Okada Rana; * 5. Januar 1991 in Ōtsu) ist eine ehemalige japanische Snowboarderin. Sie startete in der Disziplin Halfpipe.

## Werdegang
Okada nahm von 2006 bis 2014 an Wettbewerben der TTR World Snowboard Tour und am FIS-Weltcup teil. Ihr erstes FIS-Weltcuprennen fuhr sie im November 2006 in Saas-Fee, welches sie auf dem 15. Platz beendete. Bei den Snowboard-Weltmeisterschaften 2007 in Arosa kam sie auf den 19. Platz. Im Februar 2009 erreichte sie mit dem dritten Platz in Stoneham ihren ersten Podestplatz im FIS-Weltcup. Bei den Snowboard-Weltmeisterschaften 2009 erreichte sie den achten Platz. Bei ihrer ersten Olympiateilnahme 2010 in Vancouver belegte sie den 29. Platz. Beim nachfolgenden Roxy Chicken Jam 2010 in Mammoth wurde sie Zweite. Zum Beginn der Saison 2010/11 errang sie den dritten Platz beim US Snowboarding Grand Prix in Copper Mountain. Im Januar 2011 kam sie auf den zehnten Platz bei den Snowboard-Weltmeisterschaften 2011 in La Molina und den siebten Rang bei den Winter-X-Games 2011. In der Saison 2013/14 siegte sie beim Snowboard Jamboree und FIS-Weltcuprennen in Stoneham. Bei den Olympischen Winterspielen 2014 in Sotschi kam sie auf den fünften Platz. Die Saison beendete sie auf dem dritten Platz in der Weltcup-Halfpipewertung.
Okada wurde 2009 und 2013 japanische Meisterin auf der Halfpipe.